# Jean Cavaillès
Jean Cavaillès (Saint-Maixent-l'École, Deux-Sèvres, 15 de maig de 1903 - Arràs, 17 de febrer de 1944) va ser un matemàtic i filòsof de les matemàtiques francès. També va ser un heroi de la Resistència francesa durant la Segona Guerra Mundial i cofundador de la xarxa sud d'alliberament. Va morir afusellat pels nazis el 1944.

## Biografia
Era fill d'Ernest Cavaillès, tinent coronel. Va ser educat pel seu oncle i padrí, Henri Cavaillès (1870-1951), que era professor de geografia a la Universitat de Bordeus. Va entrar a l'Escola Normal Superior el 1923. Es va llicenciar en matemàtiques i en filosofia, i va ser professor agregat d'aquesta disciplina des de 1927.
El 1929 va participar com a oient al famós debat de Davos, entre intel·lectuals francesos i alemanys (Cassirer, Heidegger). Va visitar sovint Alemanya, concretament Berlín, Hamburg, Göttingen, Tübingen i Múnic. Allà, a més d'obtenir una bona formació acadèmica, va poder observar l'ascens al poder del NSDAP.
Va treballar en la teoria de conjunts, que li va ser útil per a la seva tesi de filosofia de les matemàtiques. Va estudiar a Richard Dedekind i Georg Cantor, la correspondència del qual edità. El 1931, va visitar a Edmund Husserl i va escoltar a Martin Heidegger. A Altona, el 1936, va conèixer els opositors al règim hitlerià.
El 1937, a la Sorbona va defensar dues tesis doctorals: Méthode axiomatique et formalisme i Remarquis sur la formation de la théorie abstraite des ensembles, dirigides ambdues per Léon Brunschvicg. D'aquesta manera, va quedar inscrit entre els grans lògics francesos, com Louis Couturat i Jacques Herbrand. Va ser professor universitari de lògica i de filosofia a Estrasburg i el 1941 de la Sorbona.
Durant la Segona Guerra Mundial, davant la invasió alemanya de França, va formar part de Resistència, com a cofundador de la xarxa sud d'alliberament, que posteriorment s'uniria a la del nord, en ser ell a París. Va ser detingut el 1942 però en escapar-se va poder contactar amb Charles de Gaulle a Londres el febrer de 1943; en aquest mateix mes, va volar a França, però va ser denunciat i, el 28 d'agost de 1943, novament detingut. Va ser afusellat a Arràs el 17 de febrer de 1944.
És un heroi reconegut. La seva germana, Gabrielle Ferrières (1900-2001), que també formà part de la Resistència, en va escriure la seva biografia. El seu cunyat, Marcel Ferrières (1897-1977), detingut amb ell, va ser deportat a Buchenwald.

## Obra
- Briefwechsel Cantor-Dedekind, ed. per I. Noether i J. Cavaillès, París, Hermann, 1937.
- Méthode axiomatique et formalisme, París, Hermann, 1938.
- Remarques sur la formation de la théorie abstraite des ensembles, París, Hermann, 1938.
- Essais philosophiques, París, Hermann, 1939.
- «Du collectif au pari», Revue de métaphysique et de morale, XLVII, 1940, pàg. 139-163.
- «La pensée mathématique», discussió amb Albert Lautman (4-2-1939), Bulletin de la Société française de philosophie, t. XL, 1946.
- Transfini et continu, París, Hermann, 1947.
- Sur la Logique et la théorie de la science, París, PUF, 1947.
- Œuvres complètes de philosophie des sciences, París, Hermann, 1994.
- Libération: organe des Français lliures, setmanari, París, 1940-1944.